# Садовая (Солецкий район)
Садовая — деревня в Солецком районе Новгородской области России. Входит в состав Дубровского сельского поселения.

## История
В 1953 году Указом Президиума ВС РСФСР деревня Баламут переименована в Садовую.
В соответствии с Законом Новгородской области от 11 ноября 2005 года № 559-ОЗ деревня вошла в состав образованного Сосновского сельского поселения.
12 апреля 2010 года вошла в состав Дубровского сельского поселения.

## Население
| 2010 |
| ---- |
| 2    |